# Protojerej
Protojerej (grč. protos : prvi + jerej), prvi svećenik, prvi među jerejima; počasni čin duhovnika u Pravoslavnoj i Grkokatoličkoj crkvi.
Pravoslavni svećenik mirskoga (svjetovnog) reda do 20 godina službe može biti odlikovan činom protonamjesnika (kojemu u monaškomu redu odgovara čin sinđela), a s više od 20 godina službe činom protojereja (kojemu u nonaštvu odgovara čin protosinđela). Najistaknutiji među protojerejima mogu biti nakon dugogodišnje službe odlikovani činom protojereja stavrofora (njemu u monaštvu odgovara čin arhimandrita). I protonamjesnik, i protojerej, i protojerej stavrofor imaju pravo na crveni pojas kao oznaku čina, a protojerej stavrofor i na nošenje naprsnog križa. Sinonimi tih činova su: protopop, protoprezbiter; skraćeno: proto, prota. Povijesne osobe koje su bile protojereji obično se naslovljuju skraćenim oblikom "prota".
Važno je napomenuti kako paroh nije istoznačnica za protojereja već mu, kao upravitelju parohije, odgovara naslov župnika u Katoličkoj Crkvi.